# Rila (ort)
Rila (bulgariska: Рила) är en ort i Bulgarien.   Den ligger i kommunen Obsjtina Rila och regionen Kjustendil, i den västra delen av landet, 60 km söder om huvudstaden Sofia. Rila ligger 621 meter över havet och antalet invånare är 3 002.
Terrängen runt Rila är varierad. Närmaste större samhälle är Gorna Dzjumaja, 13,2 km söder om Rila.
Omgivningarna runt Rila är en mosaik av jordbruksmark och naturlig växtlighet. Runt Rila är det ganska tätbefolkat, med 93 invånare per kvadratkilometer.